# Emmanuel de Meester
Emmanuel Marie Joseph Leopold de Meester (Antwerpen, 28 januari 1866 - Ramsdonk, 7 november 1943), was een Belgisch advocaat en politicus voor de Katholieke Partij en het Katholiek Verbond van België.

## Levensloop
Emmanuel de Meester was de oudste van de zeven kinderen van jonkheer Léopold de Meester (1825-1885), burgemeester van Leest, en van Rachel de Coussemaker (1841-1916). Zijn grootvader Gaspar de Meester (1751-1823) had in 1823 adelserkenning verkregen. Zijn broer, Henry de Meester de Ravestein, was ook politiek actief.
Hij promoveerde tot doctor in de rechten aan de Katholieke Universiteit Leuven (1888) en werd advocaat aan de balie van Antwerpen, met Auguste Delbeke als zijn stagemeester.
Hij werd katholiek volksvertegenwoordiger, verkozen in het arrondissement Antwerpen, van 1902 tot 1906 en, in opvolging van de ontslagnemende Auguste Delbeke van 1910 tot 1918. In november 1918 volgde hij de tijdens de Eerste Wereldoorlog overleden senator Maurice de Ramaix op, tot in 1919. In 1920 verving hij de ontslagnemende Frédégand Cogels tot in 1921 en van 1922 tot 1925 werd hij opnieuw senator in opvolging van de overleden Edgar Vercruysse.
Tijdens de Eerste Wereldoorlog werd hij gevangengenomen door de Duitse bezetter. In 1925 werd hem de bij eerstgeboorte overdraagbare baronstitel toegekend.
Hij was in 1902 getrouwd met Marie-Thérèse Van Outryve d'Ydewalle (1875-1950), dochter van volksvertegenwoordiger Charles-Julien van Outryve d'Ydewalle en ze hadden vier zoons. Twee zorgden voor nageslacht, twee traden in bij de benedictijnen van de abdij van Sint-Andries. Zijn zoon Leopold de Meester was ook politiek actief, hij was onder meer provincieraadslid te Antwerpen.